# Ett linjeskepp
Ett linjeskepp (A Ship of the Line, 1938) är C.S. Foresters andra roman om sjöofficeren Horatio Hornblower.

## Handling
Hornblower har fått befäl över det stolta linjeskeppet Sutherland. Han ingår i en medelhavseskader tillsammans med amiral Leighton, som är gift med lady Barbara, vilken Hornblower varit kär i. Sutherland räddar en engelsk livsmedelskonvoj och får nya order om att gå in mot Frankrikes kust och störa fransmännens flotta.
Hornblower slår ut hela batterier av franskt artilleri, men till slut möter han sina övermän. Fyra franska linjeskepp anfaller samtidigt, Hornblower gör linjeskeppen oanvändbara, men till slut måste han stryka flagg. Hornblower blir nu krigsfånge i Frankrike.